# Josef Antonín Škarnicl
Josef Antonín Škarnicl (3. března 1729 Pravonín u Benešova – 27. července 1813 Olomouc) byl český tiskař.

## Život
Josef Antonín Škarnicl se narodil 3. března 1729 v Pravoníně u Benešova. V dětství se s rodiči přestěhoval do Veselí nad Lužnicí, kde se narodili jeho sourozenci. Rodina žila ve Veselí až do 19. století. Po vandru byl od roku 1754 zaměstnán jako tovaryš u Františka Antonína Hirnleho v Olomouci. Antonín Škarnicl se v roce 1756 oženil s Antonií Terezou, dcerou Hirnleho a v období 1758–1759 povýšil na faktora.
V roce 1759 otevřel tiskárnu v Uherské Skalici, kterou v roce 1798 předal mladšímu synovi a odešel do Olomouce, kde převzal tiskárnu po své zesnulé tchyni Tereze Hirnleové. V roce 1801 olomouckou tiskárnu předal svému staršímu synovi Antonínovi. Pomáhal mu s historicky první knihou zabývající se pivovarnictvím Počátkové základného naučení o vaření piva – František Ondřej Poupě (1801).
Zemřel 27. července 1813 v Olomouci ve věku 84 let.